# Nikola Stipić
Nikola Stipić (serbisch-kyrillisch Никола Стипић; * 18. Dezember 1937 in Bihać, Königreich Jugoslawien, heute Bosnien-Herzegowina) ist ein ehemaliger jugoslawischer Fußballspieler.

## Karriere

### Verein
Stipić rückte 1956 aus der Jugend des FK Roter Stern Belgrad in die erste Mannschaft auf, wo er sich aufgrund seiner Schnelligkeit und seiner technischen Fähigkeiten schnell durchsetzte. Mit Roter Stern gewann Stipić viermal die jugoslawische Meisterschaft und dreimal den jugoslawischen Pokal. Aufgrund einer Knieverletzung musste er 1964 seine Spielerkarriere im Alter von 26 Jahren beenden.

### Nationalmannschaft
Ohne zuvor ein Länderspiel bestritten zu haben, wurde Stipić für das jugoslawische Aufgebot bei der Weltmeisterschaft 1962 in Chile nominiert. Er blieb jedoch ohne Einsatz. Sein einiges Länderspiel für Jugoslawien bestritt Stipić wenige Monate nach der Weltmeisterschaft am 19. September 1962 bei einem Freundschaftsspiel gegen Äthiopien, als er in der 75. Spielminute für Vladimir Lukarić eingewechselt wurde. 

## Erfolge
- Jugoslawischer Meister: 1957, 1959, 1960, 1964
- Jugoslawischer Pokalsieger: 1958, 1959, 1964